# Temesság
Temesság (románul Șag, németül Dreispitz, korábban Schag) falu Romániában Temes megyében, Temesság község központja. 2004-ben az addig hozzá tartozó Parác falu önálló községgé alakult.

## Fekvése
Temesvártól 10 km-re délre fekszik.

## Története
1333-ban Oyczewsagi néven említik először. A török korban vára volt, melyet 1552-ben Ali pasa foglalt el. 
1791-ben németek telepedtek meg itt. 1910-ben 2124, többségben német lakosa volt, jelentős román és magyar kisebbséggel. A trianoni békeszerződésig Temes vármegye Központi járásához tartozott. 
1992-ben társközségével együtt 4006 lakosából 3060 román, 550 magyar, 233 német és 61 cigány volt.

## Népesség
| 2011 | 3 009 |
| 2021 | 5 303 |

## Közlekedés
A települést érinti a Temesvár–Alsósztamora-Temesmóra-vasútvonal.